# 百度空间
百度空间是百度公司推出的一项个人博客空间服务。其主要功能有博客、网络相册、网络交友等。现已被百度关闭并迁移至百度云。百度空间提供1GB的网络相册空间.百度空间于2006年7月推出。2012年5月，百度空间改版成为轻博客。改为“轻微博”后受到众多网民的抗议，但百度仍不为所动，以至大量百度空间用户流失人气也急剧下降。2015年4月7日，运营八年的百度空间宣布关闭，百度空间的内容将于5月7日正式迁移到百度云。

## 言论自由的侵犯
百度空间虽然有它独特的风格，但用户空间的文章一旦涉及敏感事件或是政治事件，百度空间管理则可随意删除文章。更甚当百度空间火爆时，访问用户增加，百度官方可以随意将百度空间封杀，其用户所写一切文章，一概不奉还。2014年开始对空间文章图片进行审核，文章图片上传后数个月到还没有完成审核，导致出现，有文章无图片的现象。
百度空间早期删除文章时会通知用户，后改为无通知；早期隐藏用户文章时用户可以明确发现有文章阅读权限不可更改，现已改为只在首页角落处显示"该文章为私有"，文章"查看权限"选项中则欺骗性的显示"任何人"可选。

## 相关连接
- 百度空间 （页面存档备份，存于）